# Свєта (річка)
Свєта (рос. Света) — річка в Російській Федерації, що протікає в Смоленській області. Ліва притока річки Вопь (басейн Дніпра). Довжина — 33 км, площа водозабірного басейну — 167 км².